# Cebadilla Mantecona
Cebadilla Mantecona es un personaje de la novela El Señor de los Anillos de J. R. R. Tolkien. Se trata del dueño de la posada El Póney Pisador, ubicada en la región de Bree, a las afueras de la Comarca.

## Historia ficticia
Cebadilla Mantecona era un hombre bajo, calvo, gordo y de cara roja, muy hablador y muy ocupado atendiendo en la posada, y además de muy mala memoria. Según Trancos «solo te acuerdas de tu nombre porque te llaman los clientes a cada rato». 
Fue encargado por Gandalf de enviar un mensaje a Frodo en el que le urgía que abandonase la Comarca antes de fines de julio por el peligro que corría con los Jinetes Negros y le pedía que se reuniese con él en Bree. Además le aconsejaba que si no podía encontrarse con el mago, que confiara en Trancos, ya que este los guiaría a Rivendel. Por sus ocupaciones y por su pésima memoria Mantecona no pudo darle el mensaje hasta que Frodo llegó a la posada y protagonizó el incidente de la desaparición en público. En «El Póney», Mantecona dio alojamiento a los hobbits y los proveyó del póney Bill cuando los otros ponis fueron robados por Bill Helechal.

Sabes de veras muy poco si crees que el viejo Cebadilla es estúpido —dijo Gandalf—. Es bastante sagaz en su propio terreno. Piensa menos de lo que habla y más lentamente; sin embargo puede ver a través de una pared de ladrillos (como dicen en Bree).
— Tolkien, 1978

Al final de la Guerra del Anillo alertó a los Hobbits de lo que sucedía en la Comarca, para que estos pudieran sanear su tierra de los esbirros de Saruman.

## Adaptaciones
En El Señor de los Anillos: la Comunidad del Anillo el personaje de Cebadilla Mantecona es interpretado por el actor David Weatherley.